# Platydesmus triangulifer
Platydesmus triangulifer är en mångfotingart som beskrevs av Pocock 1903. Platydesmus triangulifer ingår i släktet Platydesmus och familjen Platydesmidae. Inga underarter finns listade i Catalogue of Life.